# سالار: قسمت اول – آتش‌بس
سالار: قسمت اول – جنگ ستیز (انگلیسی: Salaar: Part 1 – Ceasefire) فیلم اکشن هندی تلوگو-زبان، محصول ۲۰۲۳ است که نویسندگی و کارگردانی آن را پراشانت نیل برعهده داشت. بازیگران اصلی فیلم شامل پرابهاس در نقش اصلی، که عنوان فیلم بر گرفته از همین نقش می‌باشد، به همراه پریتویراج سوکوماران، شروتی حسن، جاگاپاتی ببو، تینو آناند، ایشواری رائو (Easwari Rao)، سری‌یا ردی (Sriya Reddy) و راماچاندرا راجو می‌باشند. طبق برنامه‌ریزی صورت گرفته، اکران جهانی فیلم در روز ۲۲ دسامبر ۲۰۲۳ می‌باشد.